# Martana (nome)
Martana  è un nome proprio di persona italiano femminile.

## Varianti
- Maschili: Martano

### Varianti in altre lingue
- Catalano: Martana[2], Martanna[2]
  - Maschili: Martà[2]
- Latino: Martana[1]
  - Maschili: Martanus[2]
- Spagnolo: Martana[2]
  - Maschili: Martano[2]

## Origine e diffusione
Si tratta, analogamente ad altri nomi quali Marzia, Marziale, Martino, Marco e Marciano, di un nome teoforico riferito al dio romano Marte.
In spagnolo può anche costituire un composto di Marta e Ana.

## Onomastico
L'onomastico si festeggia il 2 dicembre in memoria di santa Martana, martirizzata a Roma sotto Valeriano con numerosi compagni di fede.